# Рудник Канманту
Рудник Канманту – гірничодобувний майданчик на півдні Австралії поблизу Аделаїди.
Мідне родовище Канманту виявили у 1962 році. Наприкінці того ж десятиліття за його розробку узялась компанія Kanmantoo Mines Ltd., засновниками якої виступили Broken Hill South (51%), North Broken Hill, Electolytic Zinc Company (по 19,5%) і P.G. Hallof of Canada (10%). 
Спорудження кар’єру річною потужністю 0,75 млн тонн руди почалось у 1970-му, а в 1971-му з рудника отримали першу продукцію. 
За кілька років на тлі падіння світових цін на мідь діяльність копальні стала збитковою у в 1976-му її закрили, при цьому накопичений видобуток склав 4,1 млн тонн руди з середнім вмістом міді 0,87%. На момент завершення робіт глибина кар’єру досягнула 120 метрів.
Збагачувальну фабрику колишнього рудника придбала компанія Neutrog, створена в 1988-го для виробнцитва біологічно активних добрив.
В 2010-му розробку відновила компанія Hillgrove Resources. До 2019-го роботи велись відкритим способом з використанням двох кар’єрів, при цьому глибина основного досягнула 360 метрів, що дозволило вилучити 137 тисяч тонн міді (та дещо менше за дві тонни золота). Переробку видобутої руди завершили в 2020 році.
У 2023-му розробка продовжилась підземним способом з використанням транспортних ухилів, куди ведуть споруджені в кар’єрі два портали . Підземний рудник розрахований на вилучення від 1,2 до 1,4 млн тонн руди на рік, при цьому станом на 2024 рік запаси проекту оцінювались у 2,8 млн тонн руди (що містить 26 тисяч тонн міді) при ресурсах у 19,3 млн тонн (150 тисяч тонн міді). 
Руда проходить переробку на належній до комплексу копальні збагачувальній фабриці, обладнання для якої, зокрема, перемістили з закритої фабрики Піллара. Вивіз концентрату здіснюється через порт Аделаїди.